# Ерін Джексон
Ерін Джексон (19 вересня 1992 , Окала, Флорида ) — американська ковзанярка, олімпійська чемпіонка.

## Олімпійські ігри
| Рік  | Місто                     | 500 метрів |
| ---- | ------------------------- | ---------- |
| 2018 | Пхьончхан, Південна Корея | 24         |
| 2022 | Пекін, Китай              | 1          |

## Чемпіонат світу
| Рік  | Місто               | 500 метрів |
| ---- | ------------------- | ---------- |
| 2019 | Інцель, Німеччина   | 15         |
| 2020 | Солт-Лейк-Сіті, США | 7          |